# Zelo široki sredinski zadnji zaokroženi samoglasnik
Zeló širôki sredínski zádnji zaokróženi samoglásnik je vrsta samoglasniškega glasu, ki se pojavlja le v peščici jezikov. Nima svoje lastne črke, zato se zapisuje z ɒ̝ ali ɔ̞.
Pojavlja se zelo redko, saj običajno prevladata /ɔ/ in /ɒ/. Kljub temu se pojavlja v številnih slovenskih narečjih.

## Značilnosti
- je zaokrožen, torej pri izgovorjavi zaokrožimo ustnice
- je zelo široki sredinski, torej ima precej nizek prvi formant in je po dolžini sorazmerno dolg
- izgovori se v zadnjem delu ust in ima nizek drugi formant

## Primeri
| Jezik       | Jezik               | Primer | Izgovorjava | Prevod   |
| ----------- | ------------------- | ------ | ----------- | -------- |
| norveščina  | vzhodna bokmalska   | åtte   | [ɒ̝t̪ʰe̞]      | 'osem'   |
| slovenščina | haloško             | brada  | [brɒ̝ːdä]    | 'brada'  |
| slovenščina | kozjansko-bizeljsko | lakit  | [ʟɒ̝ːkit]    | 'laket'  |
| slovenščina | notranjsko          | brada  | [brɒ̝ːdä]    | 'brada'  |
| slovenščina | kostelsko           | kašol  | [kɒ̝ːʃol]    | 'kašelj' |
| slovenščina | podjunsko           | mati   | [mɒ̝ːti]     | 'mati'   |
| slovenščina | prekmursko          | brat   | [brɒ̝t]      | 'brat'   |
| slovenščina | prleško             | tast   | [tɒ̝ːst]     | 'tast'   |
| slovenščina | sevniško-krško      | snaha  | [snɒ̝ːxä]    | 'snaha'  |
| slovenščina | slovenskogoriško    | mati   | [mɒ̝tɨ]      | 'mati'   |
| slovenščina | srednjesavsko       | mama   | [mɒ̝ːma]     | 'mama'   |
| slovenščina | srednještajersko    | mama   | [mɒ̝ːma]     | 'mama'   |
| slovenščina | šavrinsko           | glava  | [glɒ̝wɒ̝]     | 'glava'  |
| slovenščina | zgornjesavinjsko    | vrat   | [uʷrɒ̝ːt]    | 'vrat'   |